# Lee Jae-yeong
Lee Jae-yeong (koreanisch 이재영; RR: I Jae-yeong; * 15. Oktober 1996 in Iksan) ist eine südkoreanische Volleyballspielerin. Sie war Teil der Nationalmannschaft Südkoreas und spielte bis 2021 für Incheon Heungkuk Life Insurance Pink Spiders in der V-League, einer professionellen Volleyballliga in Südkorea.

## Leben
Lee Jae-yeong wurde am 15. Oktober 1996 als eine der Zwillingstöchter von Lee Ju-hyung und Kim Gyeong-hui geboren, die bei den Olympischen Sommerspielen 1988 als Zuspielerin für die Südkoreanische Volleyball-Nationalmannschaft spielte. Lee Jae-yeong besuchte die Jeonju Jungsan Elementary School, die Gyeonghae Girls’ Middle School und die Sunmyung Girls’ High School, beide in Jinju. Ihre Zwillingsschwester Lee Da-yeong war ebenfalls Volleyball-Nationalspielerin.
Im Februar 2021 wurden in sozialen Medien Vorwürfe gegen Lee Da-yeong und Lee Jae-yeong laut, nach denen sie während ihrer Mittelschul-Zeit gegen Mitschülerinnen psychische und körperliche Gewalt ausgeübt hätten. In der Folge wurden beide sowohl von ihrem Verein wie auch von der Nationalmannschaft dauerhaft suspendiert und verloren Werbeverträge. Nach anfänglichen öffentlichen Entschuldigungen kündigten die Schwestern juristische Schritte gegen die Urheber der Vorwürfe an. Die Lee-Schwestern versuchen, ihre Karriere beim griechischen Volleyballpokalsieger PAOK Saloniki fortzusetzen. Der koreanische Volleyballverband verweigerte zunächst seine Zustimmung zu diesem Transfer. Der Internationale Volleyverband setzte sich über die Vorbehalte des nationalen Verbandes hinweg und erteilte den beiden Schwestern die Genehmigung für den Transfer.
Die Lees trafen am 17. Oktober 2021 in Griechenland ein. Am 23. Oktober kam Lee Jae-yong beim Auswärtssieg gegen Aias Evosmou an der Seite ihrer Schwester erstmals zum Einsatz, nachdem diese bereits drei Tage zuvor gegen Olympiakos Piräus debütiert hatte. Der Wechsel nach Griechenland ist mit erheblichen Einkommensverlusten verbunden. Im November 2021 verletzte sich Lee Jae-yong und kehrte nach Korea zurück.